# Vehementer exultamus hodie

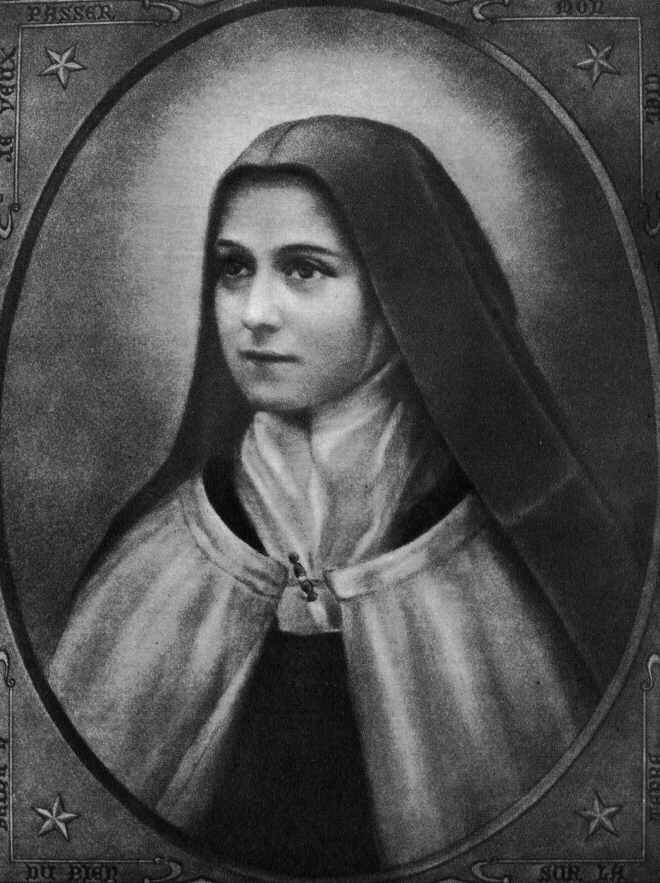
Theresia van Lisieux

Vehementer exultamus hodie (Latijn voor Luidkeels bejubelen we deze dag) was een pauselijke bul, uitgevaardigd door paus Pius XI op 17 mei 1925, waarmee hij de heiligverklaring van Theresia van Lisieux afkondigde.
Na een korte biografie van Theresia’s leven (2 januari 1873 – 30 september 1897), waarin haar vroomheid en haar lichamelijk lijden centraal stonden, ging Pius XI over tot de beschrijving van het traject van zalig- en heiligverklaring. 
Hoewel Theresia een vrij anoniem leven had geleid, vonden er na haar dood gebeurtenissen plaats die als wonderen werden aangemerkt. Op voordracht van verschillende kardinalen en bisschoppen gaf paus Pius X op 9 juni 1914 toestemming tot onderzoek van de gemelde verschijnselen.
- Wonderen in aanloop zaligverklaring
  - Zuster Louise uit Saint-Germain leed aan een maagzweer. Na aanroeping van Theresia genas zij, iets wat door drie doktoren zou zijn bevestigd.
  - Charles Anne, een seminarist, leed aan bloedspuwingen. Ook hij riep Theresia aan en genas wonderbaarlijk.

Op basis hiervan werd Theresia van Lisieux op 29 april 1923 zalig verklaard, terwijl er ondertussen twee andere wonderbaarlijke genezingen werden onderzocht.
- Wonderen in aanloop heiligverklaring
  - Gabriella Trimusi, kloosterlinge in Parma, leed aan zware infecties aan haar knie, die zich na een tijd uitzaaiden over haar ruggengraat. Na diverse mislukte behandelingen (tijdens welke zij onder andere de Spaanse griep opliep) riep zij op advies van een priester tijdens een novene Theresia aan, waarna zij genas.
  - Maria Pellemans uit Mechelen leed aan tuberculose. Een pelgrimstocht naar Lourdes had geen genezing gebracht. Toen Maria knielde bij het graf van Theresia in Lisieux genas zij.

Op 29 maart 1925 bevestigde Pius XI dat het proces tot heiligverklaring doorgang kon vinden. Op 17 mei 1925 volgde deze in de Sint-Pietersbasiliek. Haar feestdag werd 3 oktober, later omgezet naar 1 oktober. Ter gelegenheid van haar heiligverklaring werd door Pius XI een speciale aflaat uitgegeven.

## Bijzonderheden
In 1997 werd Theresia van Lisieux, als derde vrouw, door paus Johannes-Paulus II erkend als kerkleraar.